# Vlag van Marche-en-Famenne
De vlag van Marche-en-Famenne is op onbekende datum bij raadsbesluit vastgesteld als de vlag van de gemeente Marche-en-Famenne in de Belgische provincie Luxemburg. De vlag kan als volgt worden beschreven:
Twee even lange banen van wit en van groen met op het midden het gemeentewapen.
Wit en groen zijn de traditionele kleuren van de stad.